# L'astròleg que caigué dins un forat
L'astròleg que caigué dins un forat és una història que té com a protagonista Tales de Milet i que va aparèixer per primer cop al diàleg platònic Teetet. Va ser reelaborada per Isop i posteriorment per altres narradors, entre ells Jean de La Fontaine.

## Argument
Tales estava mirant cap al cel, meditant sobre la composició del cosmos, i estava tan abstret que va caure dins un forat. Una dona que passava per allà va riure's d'ell preguntant-se com podia ser que algú que comprenia tan bé el que passava a les estrelles no pogués entendre el que succeïa sota els seus peus.

## Anàlisi
Aquest acudit antic és una de les primeres mostres del tòpic del savi despistat i insta els experts a ocupar-se tant dels aspectes quotidians com dels grans afers del món. Il·lustra sobre les conseqüències d'obsedir-se amb la pròpia recerca o teoria fins al punt d'oblidar-se de la vida quotidiana. La dona que riu, per contra, representa la saviesa popular i el sentit comú. El forat simbolitza els perills i allò inesperat que requereix atenció, estar dins del món.